# Adam DiSabato

Zawodnik Ohio State Buckeyes

Adam DiSabato – amerykański zapaśnik w stylu wolnym. Srebrny medal na mistrzostwach panamerykańskich w 1994 roku. W latach 2005–2007 walczył w MMA. Trzy wygrane i dwie przegrane walki.
Zawodnik Bishop Ready High School z Columbus i Ohio State University. Trzy razy All-American (1990, 1991, 1993) w NCAA Division I, trzeci w 1993; czwarty w 1991 i szósty w 1990 roku.